# Helmuth Ascher

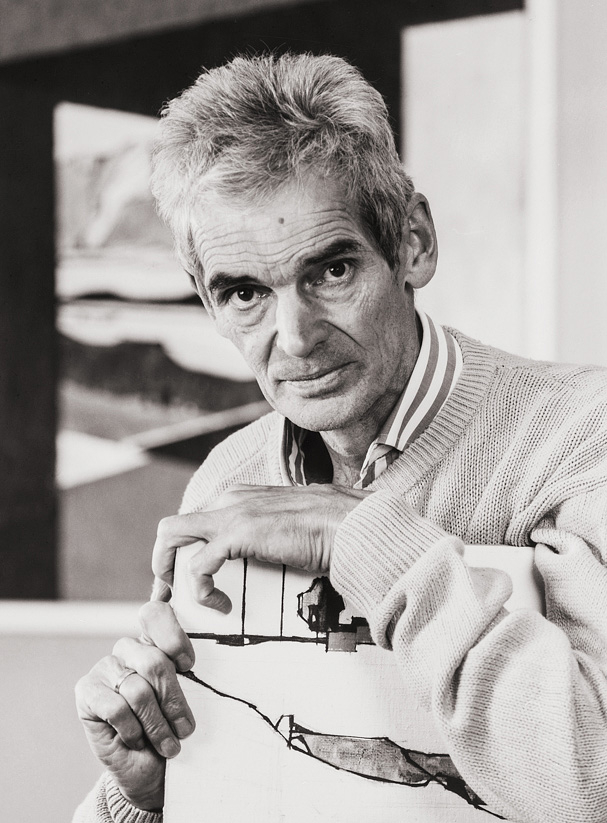
Helmuth Ascher, ca. 1985

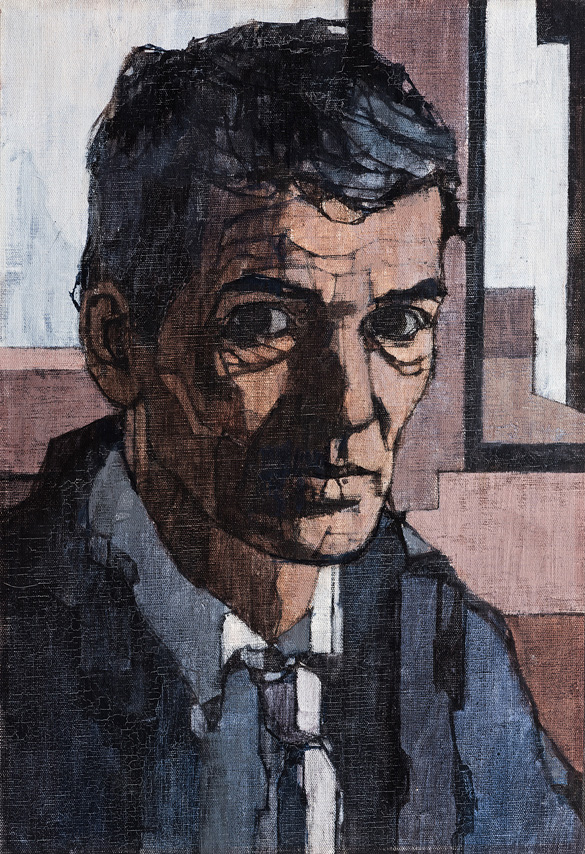
Selbstbildnis, 1983

Helmuth Ascher (* 22. April 1930 in Wörgl; † 29. November 2013 ebenda) war ein österreichischer Fotograf und autodidaktischer Maler.

## Leben
Durch seinen Vater Ernst Ascher, Lehrer für Bildernische Erziehung, begann Helmuth Ascher bereits in seiner frühen Jugend mit Begeisterung zu zeichnen. Nach seiner Lehre zum Fotografen ging er 1947 in die Schweiz (Solothurn und Aarau), um berufliche Erfahrung zu sammeln. 1953 kehrte er nach Wörgl zurück, und eröffnete nach der Meisterprüfung sein Fotoatelier mit Geschäft im Elternhaus. Seine autodidaktische Malertätigkeit, die sein gesamtes Leben prägte, drängte ab 1977 durch Ausstellungen in die Öffentlichkeit.
Er war Mitglied der Tiroler Künstlerschaft und der Vereinigung bildender Künstler Steiermarks.

## Auszeichnungen
- 1985 Kunstpreis der Stadt Wörgl für Malerei, Wörgler Visionen[1]

## Mitgliedschaften
- Tiroler Künstlerschaft[2]
- Vereinigung Bildender Künstler Steiermarks[3]

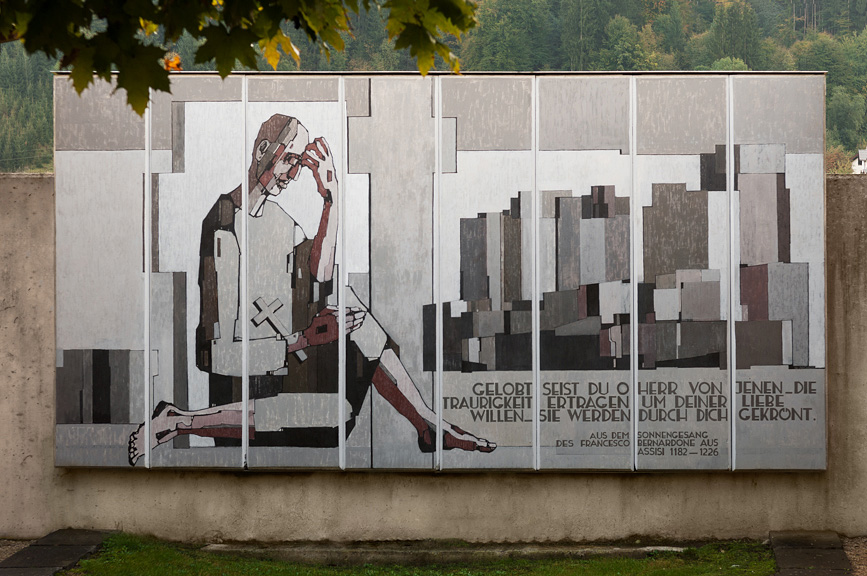
Heiliger Franziskus im Südfriedhof Wörgl, Fresko, 1995

## Werke im öffentlichen Raum (Auswahl)
- Südfriedhof Wörgl: 1993 Jesus als Schmerzensmann (Öl auf LW, 135 × 190 cm), 1993 Jesus bricht das Brot (Öl auf LW, 135 × 190 cm) 1995 Heiliger Franziskus (Fresko, 200 × 400 cm), 2 Kreuzwegstationen (Fresken, 40 × 50 cm)[4]
- Tiroler Landesmuseum Ferdinandeum: 1987 Volders-Friedberg (Öl auf LW, 36 × 46 cm)[5]

## Ausstellungen (Auswahl)

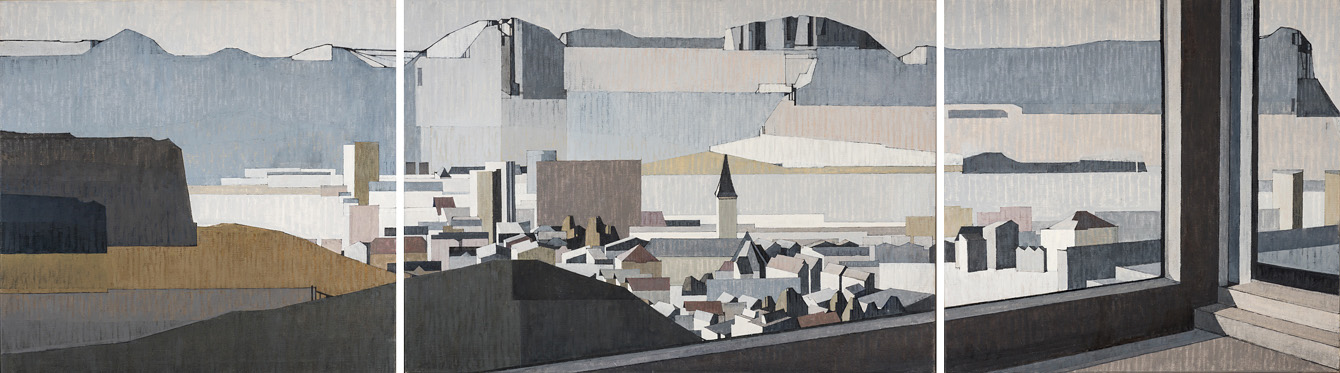
Stadtansicht Wörgl Triptychon, Öl auf LW, 96 × 335 cm, 2008

- 1977 Sabby Schmutzer – Graphik, Helmuth Ascher – Malerei, im Forum West der Universität Salzburg
- 1981 Wörgler Herbst, Galerie Perlinger
- 1982 Wörgler Herbst in Form und Klang
- 1985 Burg Mauterndorf, Helmuth Ascher – Landschaften-Porträt-Stilleben
- 1985 Wörgler Visionen
- 1985 und 1986 Künstlerschaft Steiermark, Künstlerhaus Graz
- 1988 Kongresshaus Innsbruck
- 1988 Wörgler Personale 88`: Helmuth Ascher – Stadtlandschaft; Galerie Perlinger
- 1989 Cafe Ibounig, Wörgl; Helmuth Ascher – Neue Wörgler Landschaften
- 1989 Künstler aus Tirol zu Gast: Helmuth Ascher – Christine Piberhofer – Reiner Schiestl. in der Landesgalerie Burgenland im Schloss Esterhàzy in Eisenstadt[6]
- 2009 Helmuth Ascher und Franz Schunbach – Zwei Maler in Wörgl; Heimatmuseumsverein Wörgl, Sparkassensaal[7]
- 2018 Helmuth Ascher 80 plus, Galerie am Polylog in Wörgl,[8] organisiert vom Heimatmuseum Wörgl[9]

## Publikationen
- Emma Buratti, Illustrationen von Helmuth Ascher: Mundartgedichte. Eigenverlag der Stadtgemeinde Wörgl, Wörgl 1985, S. 100.
- Josef Zangerl (Hrsg.): Wörgl Ein Heimatbuch. Eigenverlag, Wörgl 1998, ISBN 3-9500531-0-7, S. 503.
- Kai Roßmann, Helmuth Ascher: wiederholte störungen. Berenkamp, Innsbruck 2006, ISBN 3-85093-207-9, S. 128.
- MMag. Adriane Gamper: Wörgl Die Stadt im Portrait. Wörgl 2007, S. 95.
- Familie Ascher: Helmuth Ascher 80 plus. Wörgl 2018, S. 240.